# ドラゴン・ファイター
『ドラゴン・ファイター』（原題：女警察、英題：Police Woman）は、1973年に製作された香港映画。
日本では劇場未公開で、『ジャッキー・チェンのヤング・タイガー』という邦題でビデオ発売された。

## 概要
福星シリーズではナルシスト役を演じたチャールズ・チンが主演で、おとなしいしっかりした二枚目役を演じている。『カンフーハッスル』の大家役で活躍したユン・チウが主人公を助ける女刑事を演じている。
無名時代のジャッキー・チェンが初の悪役を演じ、初めて武術指導を担当した。当時、まだ19歳のジャッキー・チェンの初々しい動きを見ることができる。ジャッキーは犯罪組織の用心棒役で、ジャッキーのほっぺにはマジックで書いたようなアザがある。アクション面でも飛び蹴りや、起き上がりざまにキックをするなど、大技を見せている。さらに、その辺のガラクタを武器に使用するなど、後につながる内容がある。後年彼の主演作のように改題されリバイバル公開された。

## あらすじ
とある香港の広場で、犯罪組織の用心棒（ジャッキー・チェン）達はカツアゲをする毎日。ある日、そんな集団の中の女性が用心棒達に追いかけられていた。その女性を、タクシー運転手のチェン（チャールズ・チン）は、タクシーに乗せる。女性は病院へ行くように頼む。しかし、用心棒達は車で追いかけて来た。必死に逃げるチャンだが女性は苦しみはじめ、異変に気付いたチャンは無事病院へ着いたが時は遅く、女性は死亡してしまった。この不可解な事件を、記者は取材をしていたが、その取材者は組織の用心棒であった。用心棒たちはチャンのもとへ行き、女性が持っていた財布をよこせと言う。まったく理解のできないチャンだが、チャンは用心棒たちに命を狙われることになる。

## キャスト
- チャールズ・チン
- ユン・チウ
- フー・ジン
- ジャッキー・チェン
- リー・マンチン

## ソフト
ビデオは東映から『ジャッキー・チェンのヤングタイガー』という邦題で発売されたが、2012年現在は廃盤。さまざまなビデオが存在する。DVDは『ドラゴン・ファイター』という邦題でJVD、アバ・コーポレーション、ベルウッド・コーポレーションから販売されている。アバとベルウッドの仕様はどちらも一緒。著作権が切れている為、PDDVDの発売が可能である。